# Никольск (Мухоршибирский район)
Нико́льск — село в Мухоршибирском районе Бурятии. Образует сельское поселение «Никольское».

## География
Расположено в Тугнуйской долине на востоке Мухоршибирского района. Вдоль юго-восточной окраины Никольска проходит федеральная трасса Р258 «Байкал». Расстояние до райцентра, села Мухоршибирь — 42 км.
В 6 км к востоку от села по речушке Дайдуха идет граница с Забайкальским краем. Село стоит на границе двух ландшафтных областей: с юго-запада вплотную подходит монгольская лесостепь с большими площадями сухих степей, поросших богородской травой, полынью, мышиным горошком. С востока и юго-востока подходит лес. Сопки на юге лишены леса, ниже начинают сбегать сосны, а ещё ниже, более густо, — сосна, лиственница, в сырых местах — ель. Северные склоны вплоть до вершины представляют непролазную «Чепуру». Здесь и лиственница, и берёза, здесь сосна и осина и лес этот с примесью багульника. Раскорчеванные и распаханные склоны вокруг села Никольского перерезаны огромной сетью глубоких оврагов.

## Население
| 2002  | 2010  | 2012  | 2013  | 2014  | 2015  | 2016  |
| ----- | ----- | ----- | ----- | ----- | ----- | ----- |
| 1519  | ↘1309 | ↗1474 | ↘1308 | ↗1311 | ↘1298 | ↘1282 |
| 2017  | 2018  | 2019  | 2020  | 2021  | 2023  | 2024  |
| →1282 | ↘1268 | ↘1251 | ↘1229 | ↗1304 | ↘1284 | ↘1258 |

## Климат
Климат — резко континентальный. Зимой температура опускается ниже −40 °C. Летом поднимается до +30 °C. Весна начинается в марте, тогда же и начинаются забайкальские ветры с примесью пыли. Осень продолжительная, тёплая.

## История
По преданию, за провинность по службе из Удинского острога был изгнан казак Николай (фамилия и отчество неизвестны). Под конвоем он был препровождён в район Мухоршибирской слободы и оставлен на жительство в таёжном лесу. После одинокого скитания мужчине повстречался местный житель, бурят. Николай, как смог, поведал своему встречному о случившемся. Выслушав казака, бурят пообещал помочь и сдержал своё слово. Вскоре из ближайшего улуса приехали на конях несколько бурятских мужчин и помогли изгнанному казаку построить дом, обнесли его оградой и поставили ворота. На фасаде вырезали ножом — 1737 год. Этот дом и этот год и стали отправной точкой в истории села Никольск. Место жительства казака буряты назвали «Николска зимовьё».
Примерно в 40-х годах XVIII века к зимовью казака Николая подселилось семь семей, называвших себя албазинцами. О том, кто они такие, история такова: на левом берегу среднего течения Амура в 1665 году отряд русских беглых казаков основал Албазинский острог. В его поместье вскоре выросло поселение крестьян, переселившихся сюда из европейской части России. Поселение русских на землях Приамурья, а также Приморья, вызывали недовольство властей Китайского государства. Между Россией и Китаем за эти земли началась упорная борьба. В 1689 году перевес в борьбе был за Китаем, и противоборствующие государства вынуждены были заключить мирный договор, который подписали в городе Нерчинске. Согласно ему была установлена граница по Аргуни и Горбице; среднее и нижнее течение Амура отходило Китаю, а земли Дальнего Востока и все побережье Охотского моря оставалось за Россией. Албазинский острог был оставлен русскими, казаки переселились в Нерчинский острог, крестьяне — на побережье Охотского моря. Но жизнь крестьян из-за необжитости края была очень трудной. Они начали группами откочевывать в Забайкалье и Западную Сибирь. Семь семей из острога подселились к зимовью Николая. Называли они себя по-прежнему местожительству — албазинцами. За образовавшейся от их поселения улицей закрепилось название — «Албазин».
Старообрядцами Никольское заселено в 60-х годах XVIII века. Изначально их предки жили на территории центрально-европейской части русского государства. Выступив против реформ патриарха Никона, «раскольники» или «старообрядцы», как их стали называть позднее, попали в опалу и стали преследоваться православной церковью и государством. Многие раскольники нашли пристанище в соседнем государстве — на землях Речи Посполитой, где можно было не бояться возможных преследований. После раздела Речи Посполитой в 1764 году из присоединённых к России территорий по велению Екатерины II целыми родами, семьями (отсюда «семейские») началась высылка в глухие тогда места Сибири приверженцев «старой веры». Их вели в Сибирь партиями по 150—200 человек в каждой вместе с женами и детьми. Там, где не доставала рука государства, староверы создавали вольные поселения или общины, в которых действовало крестьянское самоуправление.
В марте 1767 года на 25 подводах из-под Ветки на новое место жительство в Забайкалье под конвоем одного унтер-офицера и трёх рядовых солдат прибыла третья партия высланных. Шесть семей старообрядцев, в которых было 33 человека, на двух подводах были направлены в Никольское. Расположились они на берегах небольшой речки. Три семьи поселились на правом берегу и стали называть образовавшуюся улицу «Большой». Три другие семьи поселились на левом берегу и основали улицу, которая получила название «Замогильская». Прежде, чем строить дом, надворные постройки, заняться земледелием, людям приходилось очищать место от ветхого леса. Вырубка и выкорчевка деревьев велась только топором. Тягловой силой была лошадь.
В 1780 году прибыла четвёртая партия высланных — три старообрядческих семьи. Это были семьи Калашниковых, Варфоломеевых и Брылёвых, давшие начало многочисленным потомкам этих фамилий в селе и за его пределами. До высылки эти семьи жили на землях украинского магната Кандыбы. Поэтому, прибыв на новое место, стали называть себя кандыбовцами. Поселились новоприбывшие по руслу второго ручья. Улица их поселения стала именоваться «Кандабай» (по имени бывшего помещика).
В 90-х годах XVIII века в Никольское переселились семьи трёх казаков из Нерчинского острога. Образовалась улица «Казаковская». Во второй половине XIX века в связи с прохождением торгового пути между Верхнеудинском и Петровским заводом по этой улице прошел тракт, и улица стала называться «Трактовая».
Дальнейший рост села происходил в основном за счёт естественного прироста населения. К первым образовавшимся улицам: Албазин, Большая, Замогильская, Кандабай, Казаковская (позже — Трактовая) — постепенно прибавились Краснояр (позже — Старый Краснояр), Закоулок, Новый Краснояр, Забегаловка, Станция.
Общественно-экономические отношения никольцев с начала их поселения строились по законам соседской общины. Жили по традициям, выработанным их предками предположительно на территории современной Владимирской области, а затем на Ветке.
В 1794 году население села совместно со старообрядцами Верхнеудинского уезда обратились в Иркутскую духовную консисторию и к Иркутскому генерал-губернатору за разрешением иметь свою церковь для справления религиозных обрядов по старопечатным книгам, а также просили помощи в строительстве церкви. Но просьба осталась без ответа. В 1882 году на сельском сходе никольцы приняли решение строить церковь своими силами. Купили проект архитектурного строения здания церкви, написали послание в город Верхнеудинск с просьбой предоставить бригаду специалистов для строительства. Это послание было удовлетворено. Общим сходом было принято решение ставить церковь в центре села, на правой стороне ручья, чтобы доступ был всем, и смотрелась церковь добротно и величаво.
Церковь была возведена на небольшом возвышении берега речки по Большой улице, которая позже стала именоваться «Церковной». Освящена церковь была в честь великомученика святого Николая.
С увеличением населения и строительства Никольской церкви деревня получила статус села, а за поселением закрепилось название «Никольское». В 1971 году церковь была перевезена в Этнографический музей народов Забайкалья в Улан-Удэ.
В 1918 году в село прибыл карательный отряд белых. В Никольском и в окрестностях был казнён 41 красноармеец. В 1919 году в селе создали партизанский отряд. Штаб японского командования направил в Никольск карателей. Было казнено 4 человека.
В 1918 году в селе открылась земская школа.
В 1919 году в селе Никольское насчитывалось населения около 4200 человек.
В первой половине 1920-х была создана сельхозартель «Красный партизан», впоследствии колхоз им. Ленина. Вторым председателем артели был Епифан Григорьевич Ерофеев — один из главных героев трилогии А. А. Леонова «Семейщина». В 1932 году в селе происходил один из эпизодов Малетинского крестьянского восстания. В 1952 году выручка артели составляла 512 тыс. рублей, в 1959 году — 5171 тыс. рублей.
В 1935 году улицы села были переименованы в соответствии с большевистской идеологией и получили современную нумерацию домов. Улица Албазин была переименована в Комсомольскую ул., Церковная ул. стала Пионерской ул., Кандабай — Кооперативной ул., Трактовая ул. была переименована в ул. Будённого. Краснояр стал ул. Ленина, Новый Краснояр — ул. Кирова, Закоулок — Красноармейской ул, а Забегаловка — Школьной ул.
Несколько улиц в Никольске возникло в 1970—1980 годы в период наивысшего расцвета колхоза им. Ленина, когда народонаселение Никольска было большим по численности. Так возникли улицы Молодёжная, Восточная, Рабочая, где селились работники птицефабрики.
С 1978 по 1998 год председателем колхоза им. Ленина был Герой Социалистического Труда Анатолий Петрович Калашников.

## Инфраструктура
В селе действуют ООО «Никольское» (животноводство, растениеводство), пилорама, фермерские хозяйства. Функционируют средняя общеобразовательная школа на 556 мест (обучается 161 учащийся), фельдшерско-акушерский пункт, детский сад, библиотека, Дом культуры.

## Объекты культурного наследия

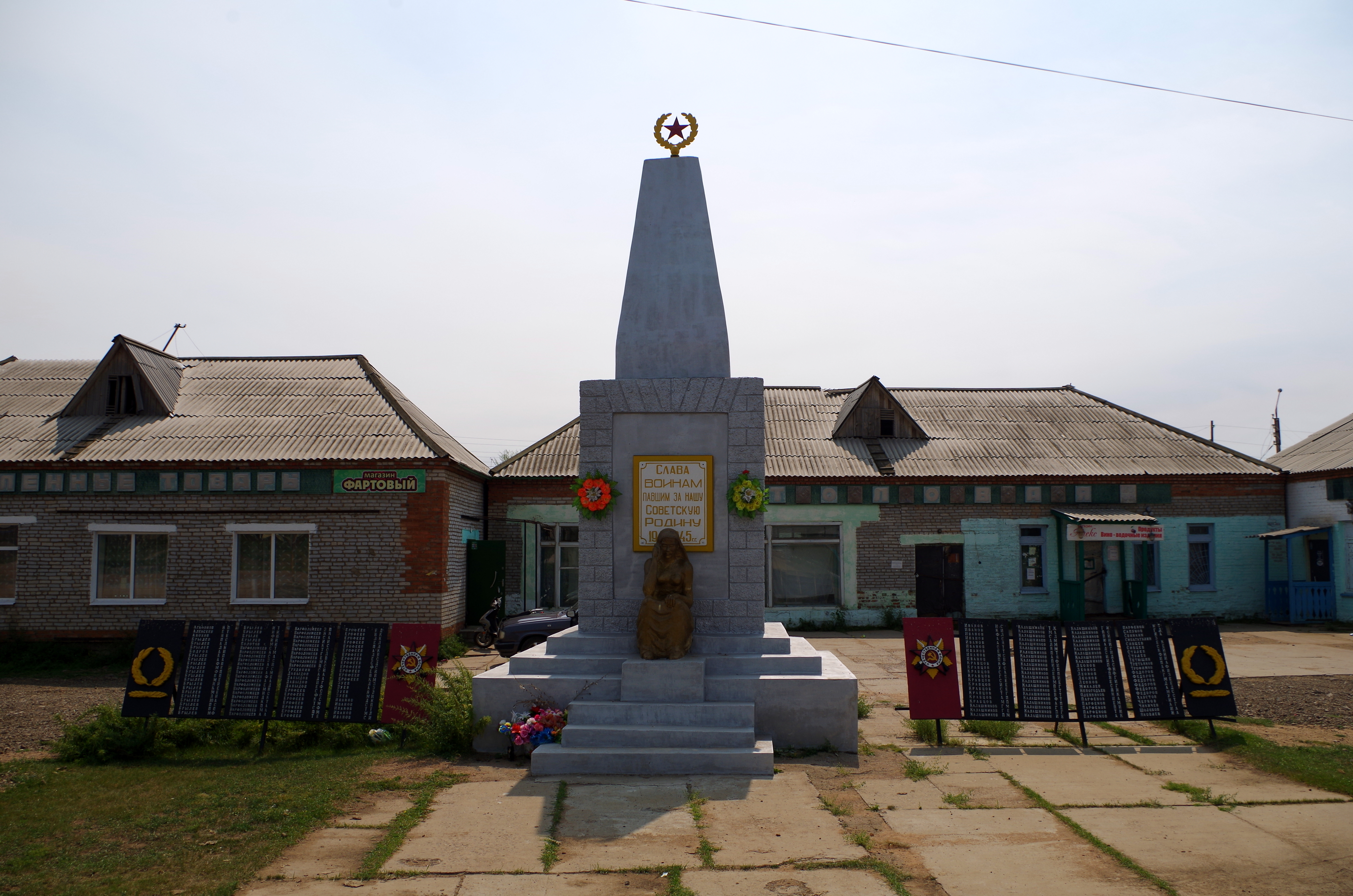
Памятник воинам-землякам, погибшим в годы Великой Отечественной войны.

- Памятник борцам за власть Советов, погибшим в борьбе с японскими интервентами и белогвардейскими карателями в январе 1920 года[18];
- Памятник воинам-землякам, погибшим в годы Великой Отечественной войны[19]. Установлен в центре села в 1965 году. В 1975 году к памятнику была добавлена скульптура скорбящей матери.

## Село в художественной литературе
История села с середины XIX века до конца 1920-х годов описывается в трилогии А. А. Леонова (Илья Чернев) «Семейщина».

## Люди, связанные с селом
- А. А. Леонов — советский писатель, автор трилогии «Семейщина»[20];
- Т. А. Брылёв — Герой Социалистического труда (1955)[21];
- А. П. Калашников — Герой Социалистического труда (1989), председатель колхоза им. Ленина (1978—1998)[22].